# Ethics Organization of Computer Software

Classification EOCS sur un jeu vidéo bishōjo.

L'Ethics Organization of Computer Software (一般社団法人コンピュータソフトウェア倫理機構, Ippan Shadan Hōjin Konpyūta Sofutowea Rinri Kikō)  (acronymes : EOCS ou Sofurin) est une organisation japonaise fondée en 1992 qui s'occupe d'évaluer les jeux vidéo et les logiciels, en particulier les visual novels / romans vidéoludiques, les jeux de drague et les eroges.

## Classification
Fondée en 1992, elle classait à l'origine les titres soit dans la catégorie « General software » soit dans la catégorie « 18 ».
En 2011, le système de classification a été mis à jour et transformé en une échelle à cinq niveaux[réf. souhaitée]. Le système de classification actuel est composé d'une échelle à quatre niveaux.
| Classification | Description                                    | Statut      |
| -------------- | ---------------------------------------------- | ----------- |
| Général        | Convient à tout le monde, quel que soit l'âge. | Consultatif |
| 12 ans et plus | Convient aux personnes de 12 ans et plus.      | Consultatif |
| 15 ans et plus | Convient aux personnes de 15 ans et plus.      | Consultatif |
| 18 ans et plus | Convient aux personnes de 18 ans et plus.      | Restrictif  |

Symbole indiquant un jeu ou logiciel tout public.
Symbole indiquant un jeu ou logiciel qui convient aux personnes de 12 ans et plus.
Symbole indiquant un jeu ou logiciel qui convient aux personnes de 15 ans et plus.
Symbole indiquant un jeu ou logiciel qui convient aux personnes de 18 ans et plus.